# Humble (Dania)
Humble – miasto w Danii, w regionie Dania Południowa, w gminie Langeland.